# Solero
Solero là một đô thị ở tỉnh Alessandria trong vùng Piedmont của Italia, có vị trí cách khoảng 70 km về phía đông của Torino và khoảng 8 km về phía tây của Alessandria. Tại thời điểm ngày 31 tháng 12 năm 2004, đô thị này có dân số 1.661 người và diện tích là 22,7 km².
Solero giáp các đô thị: Alessandria, Felizzano, Oviglio, và Quargnento.